# Вулиця Тютюнників
Вулиця Тютюнників — вулиця у Галицькому районі міста Львова, в місцевості Снопків. Починається від вулиці Архипенка та закінчується глухим кутом. Прилучаються вулиця Людкевича та площа Вишиваного.

## Назва
У 1930-х роках тут почали прокладати вулицю за новими стандартами.
- 1936 — січень 1941 року — вулиця Гауке-Босака, на честь Юзефа Гауке-Босака[pl], командувача збройними силами Краківського та Сандомирського воєводств під час січневого повстання 1863 року;
- Січень — серпень 1941 року — вулиця Білоруська, на честь чергової річниці від дня створення Білоруської Радянської Соціалістичної Республіки;
- Серпень 1941 — 1943 років — знов вулиця Гауке-Босака;
- 1943 — липень 1944 років — Лютцовґассе, на честь прусського генерала Адольфа фон Лютцова — національного героя Німеччини;
- Липень 1944 — 1946 року — знов вулиця Гауке-Босака;
- 1946 — 1993 роки — вулиця Немировича-Данченка, на честь Володимира Немировича-Данченка, російського театрального діяча, режисера, драматурга[7].
- Від 1993 року й понині — вулиця Тютюнників, на честь українських письменників, братів Григорія та Григора Тютюнників[8].

## Забудова
В архітектурному ансамблі вулиці Тютюнників польський функціоналізм 1930-х років, радянський конструктивізм 1950-х—1980-х років. Декілька будинків внесено до Реєстру пам'яток архітектури місцевого значення.

### Будинки
№ 2 — Ліцей № 28 із поглибленим вивченням німецької мови, розташований у колишньому навчальному закладі Сестер Урсулянок для дівчат. Жіноча приватна гімназія під опікою Сестер Уршулянок складалася з двох будівель при вул. Яцка (нині вулиця Архипенка). Стару будівлю (нині вулиця Архипенка, 16) споруджено 1894 року в стилі історизму за проєктом архітектора Міхала Ковальчука на замовлення барона Миколая Якуба Ромашкана, окружного комісара Львівського окружного управління. 1923 року цей двоповерховий будинок викупили Сестри Урсулянки для своєї школи і замовили архітектору Міхалу Кустановичу проєкт надбудови третього поверху, 1924 року проєкт був втілений. Нова ж будівля споруджена у 1934 році за проєктом архітектора Тадеуша Врубеля у стилі функціоналізму. Тоді ж було облаштовано капличку, кілька класів, гімнастичний зал, тенісні корти неподалік, які й досі виконують свої функції. По війні навчальний заклад Сестер Уршулянок перепрофілювали на середню школу № 28 з поглибленим вивченням німецької мови. Наприкінці 1940-х років шкільна будівля мала адресу — вулиця Ушакова, 16 (нині вулиця Архипенка). Будинок внесений до реєстру пам'яток архітектури місцевого значення під охоронним № 2109-м. У 2021 році в межах програми «100 років модернізму у Львові» Бюро спадщини ознакувало будинок інформаційною табличкою.
№ 8 — вілла. Пам'ятка архітектури місцевого значення № 2583-м.
№ 21 — вілла. Пам'ятка архітектури місцевого значення № 2584-м.
№ 55 — у цьому будинку у 1944—1991 роках містилося підприємство «Південьтехенерго» (від 1995 року — АТ «ЛьвівОРГРЕС»; від 2017 року — ПАТ «ЛьвівОРГРЕС»). В конференц-залі підприємства у 1988—1989 роках відбувалися засідання активістів Товариства української мови імені Тараса Шевченка. 

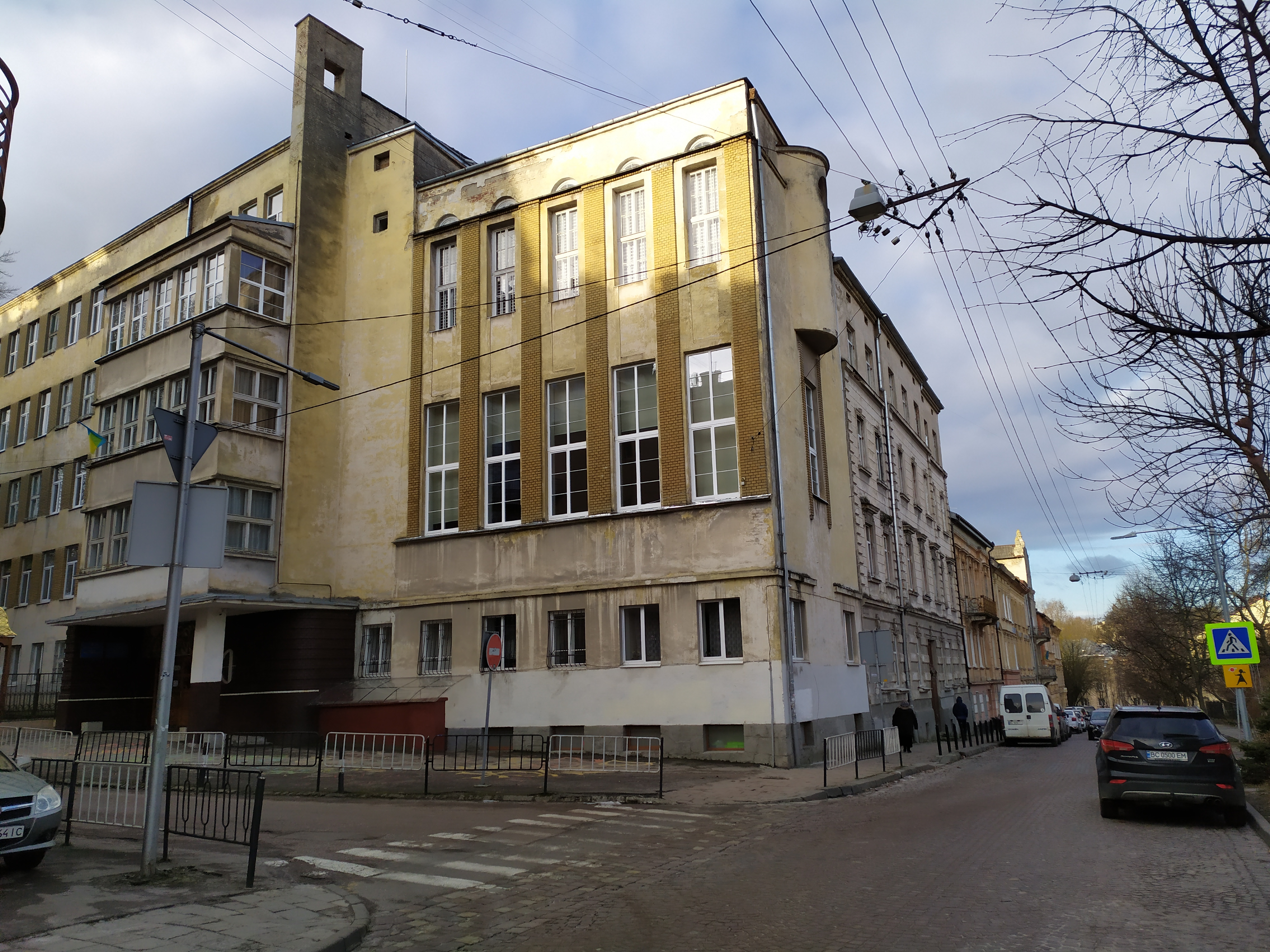
Ліцей № 28 (вул. Тютюнників, 2)
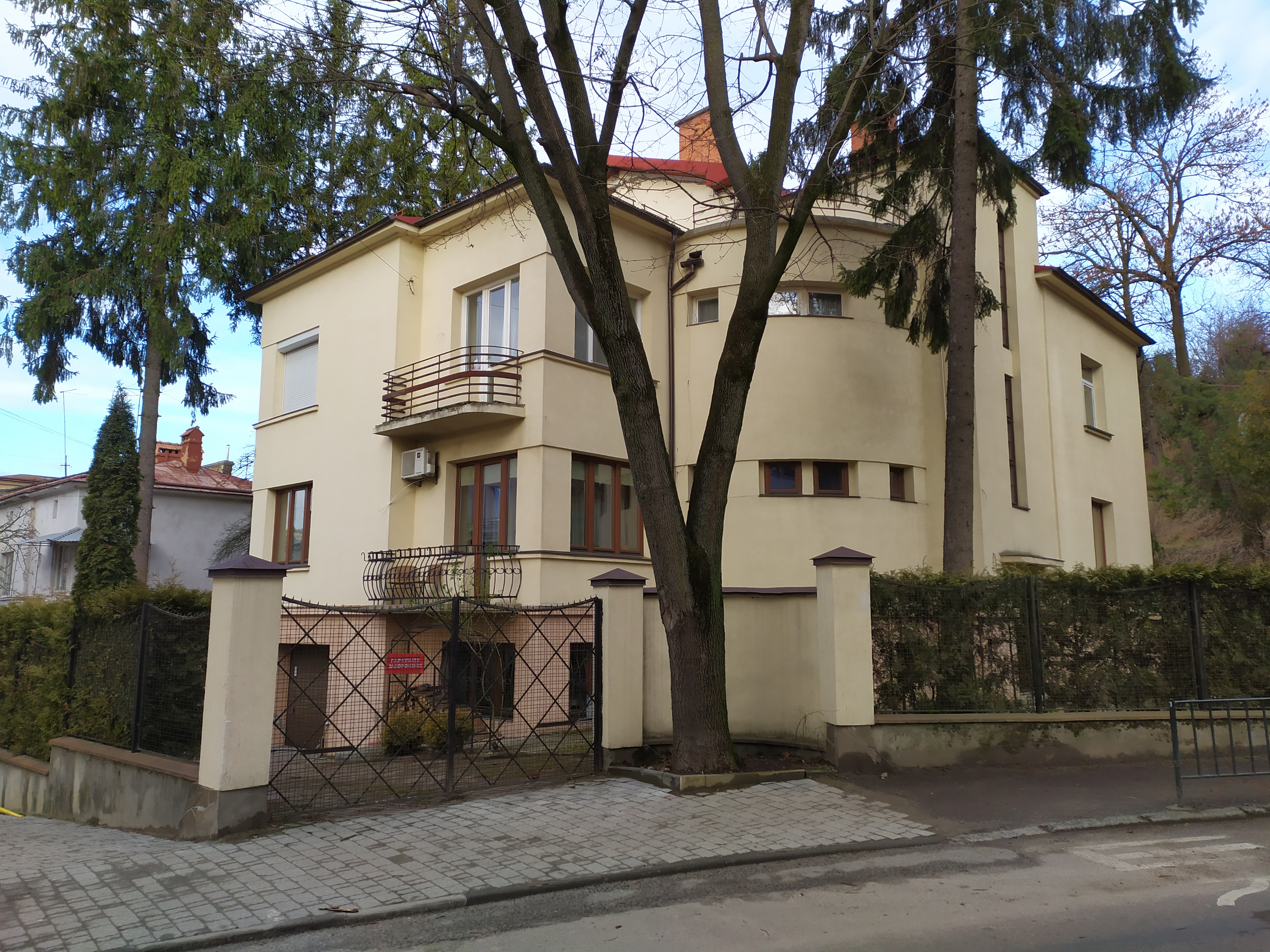
Вілла (вул. Тютюнників, 8)
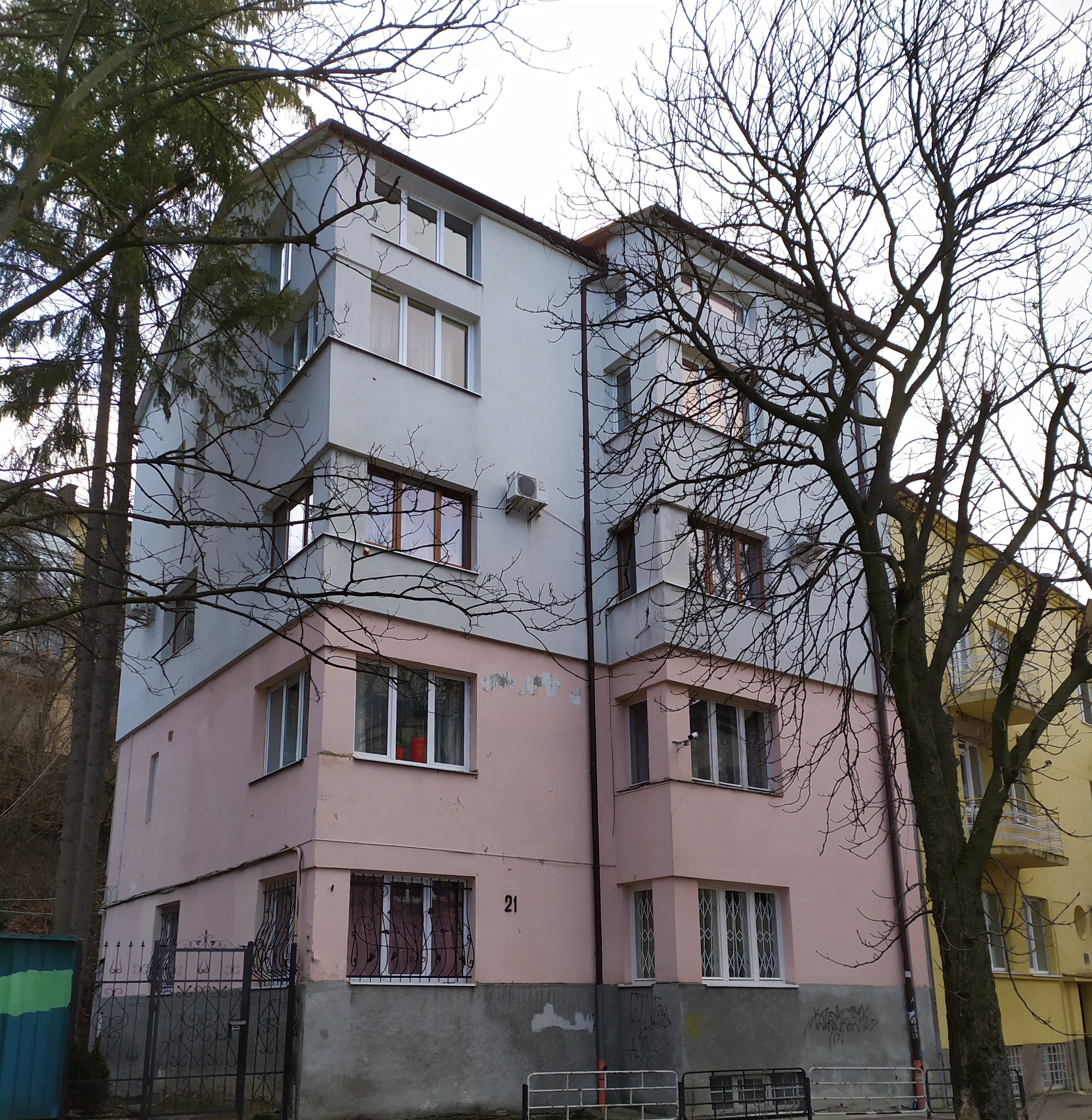
Вілла (вул. Тютюнників, 21)